# 中島孝

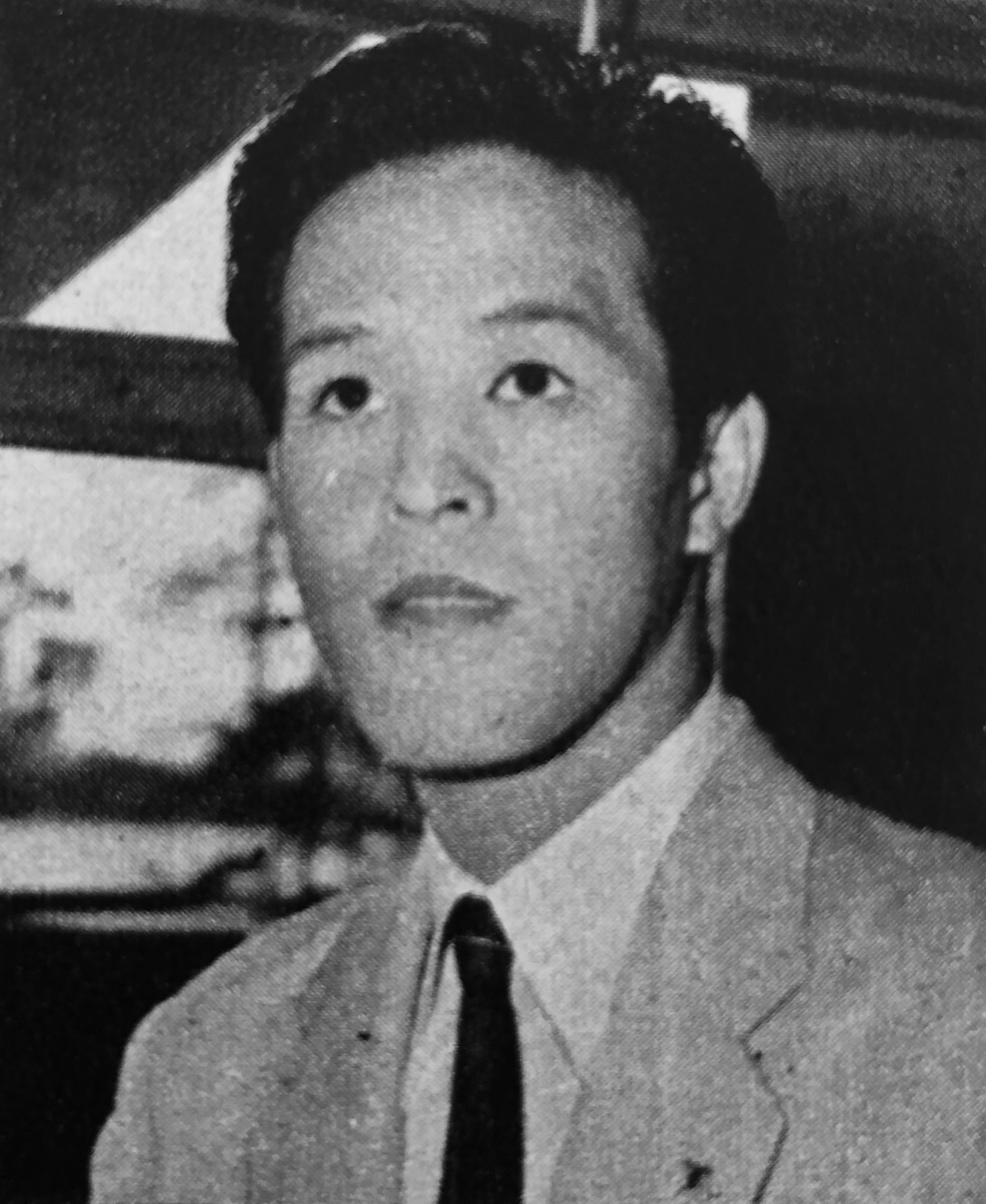
中島孝（1955年）

中島 孝（なかじま たかし、1926年10月20日 - ）は日本の歌手。本名：中島義孝。

## 経歴
長崎県長崎市出身。終戦翌年の1946年（昭和21年）、ムーラン・ルージュの前身ともいえる晴邦劇団にショー・シンガーとして入団。1950年（昭和25年）、芸名を中島孝とし、テスト無しでポリドールから『春風道中』で歌手デビュー。当時は、花形歌手だった上原敏が戦死していたため、ポスト上原敏として大々的に売り出しを行った。しかし、1952年（昭和27年）にポリドールの資本系列が全面入れ替わり「邦楽レコードの制作中止」という経営方針に変わったため、新譜レコードが出せなくなってしまったため退社。
1954年（昭和29年）、ポリドール時代から旧知の仲だった作曲家の三界稔に誘われ、日本コロムビアに入社。『故郷の国を偲ぶのさ』で再デビュー。1954年3月、東映映画『若者よ!恋をしろ』の同名主題歌が初ヒット。その後も、1931年（昭和6年）に発売された徳山璉の『侍ニッポン』、1937年（昭和12年）に発売された藤山一郎の『白虎隊』を古賀政男がアレンジした『霧の川中島』などのリバイバル、松竹映画『破れ太鼓』の同名主題歌などがヒットした。
また、森繁久彌も歌っている『銀座の雀』も有名（中島は織井茂子、川島まり子と3人で歌唱。森繁は1人で歌唱）。
2012年（平成24年）、『若者よ!恋をしろ』がNHK朝の連続テレビ小説『梅ちゃん先生』の中で歌われた。

## 代表曲
ポリドールレコード
- 春風道中（昭和25年1月）－デビュー曲、裏面も青葉笙子が歌った同曲
- 荒野のセレナーデ（昭和25年7月）－裏面は宮城まり子の『テキサスのやんちゃ娘』、新映画「紅二挺拳銃」主題歌
- 西部やくざ（昭和25年9月）
- アラビヤの恋の唄（昭和26年）

コロムビアレコード
- 若者よ!恋をしろ（昭和29年7月1日）
- そんなに逢いたいなら（昭和29年10月）共演：神楽坂はん子、A面ははん子の『恋茶娘』
- 稗搗恋唄（昭和29年12月）共演：神楽坂はん子
- さまを想うて（昭和29年12月）共演：神楽坂はん子、『五木の子守唄』がベースとなっている
- 地球はだまって廻ってる（昭和29年12月25日）－東宝映画「恋化粧」主題歌
- 男のまごころ（昭和30年1月）
- お役者がらす（昭和30年2月）共演：島倉千代子
- 侍ニッポン（昭和30年3月1日）－東映映画「侍ニッポン新納鶴千代」主題歌
- 霧の川中島（昭和30年8月15日）－吟詠舞踊のスタンダード曲『白虎隊』を古賀政男がアレンジ、頼山陽作の漢詩が挿入されている
- 銀座の雀（昭和30年9月）－オリジナルは森繁久彌。共演：織井茂子、川島まり子
- 相川音頭（昭和30年12月1日）共演：永田とよ子、コロムビア女声合唱団、相川とは新潟県佐渡相川のこと
- 黒田節（昭和30年12月1日）－『相川音頭』B面曲
- 人生劇場（昭和31年3月）－オリジナルは1938年に発売された楠木繁夫の曲
- 流す涙は嘘じゃない（昭和31年3月10日）－日活映画「乙女心の十三夜」主題歌、A面は島倉千代子の左曲
- 大阪音頭（昭和31年4月）共演：島倉千代子
- おきあがり人生（昭和31年5月15日）
- 何年ぶりかでやって来た（昭和31年7月15日）
- 母恋い三度笠（昭和31年10月）
- 若者は夢を見る（昭和32年3月）－共演：織井茂子
- お役者峠（昭和32年4月）
- 野武士の合唱（昭和32年4月15日）
- 徳利の別れ（昭和32年11月15日）－オリジナルは1938年に発売された上原敏の『徳利の別れ（赤垣源蔵の唄）』
- 破れ太鼓（昭和33年7月15日）－共演：安田祥子（由紀さおりの姉）、コロムビア男声合唱団、ひばり児童合唱団、松竹映画「破れ太鼓」主題歌

## 主な映画出演
- ムーランルージュの青春（2011年）　-　ドキュメンタリー映画

## 主なテレビ出演
- なつかしの歌声（テレビ東京）